# Планетарій Миколая Коперника (Нюрнберг)
Планетарій Миколи Коперника (нім. Nicolaus-Copernicus-Planetarium) — планетарій у німецькому місті Нюрнберзі. Разом із Нюрнберзький освітній центр і Нюрнберзькою міською бібліотекою планетарій утворює Нюрнберзький освітній кампус. Це один з найбільших планетаріїв у Німеччині з діаметром купола 18 м, розрахований на 200 глядачів.
Перший планетарій у Нюрнберзі був відкритий у 1927 році і знесений за часів Третього Рейху. Теперішній планетарій відкрили у 1961 році, а в 1973 році перейменували на честь польського астронома Миколая Коперника з нагоди його 500-річчя.

## Історія

### Перший планетарій

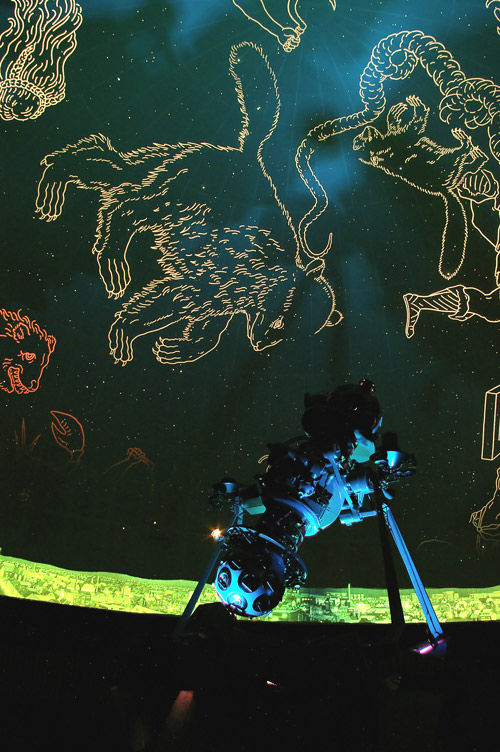
Подія в Планетарії Миколая Коперника за часів аналогової технології

12 лютого 1925 року в Нюрнберзі уклали договір на купівлю першого проєктора для планетарію. Цайссівський проєктор моделі II встановили у 23-метровому куполі планетарію. Урочисте відкриття відбулося 10 квітня 1927 року. Планетарій був спроєктований архітектором Отто Ернстом Швейцером і був розташований на площі Ратенауплац у вирівняному міському рові біля Вердерських воріт. Кінець планетарію визначила антисемітська ідеологія Третього Рейху: його знесли за ініціативою гауляйтера Юліуса Штрайхера через архітектурний стиль нібито подібний до синагоги. Проєктор пережив війну в розібраному вигляді в так званому мистецькому бункері під Кайзербургом. На згадку про перший планетарій Нюрнберзьке астрономічне товариство 10 квітня 2013 року встановило меморіальну дошку на площі Ратенауплац.

### Сучасний планетарій
У 1961 році проєктор оновили на заводі Zeiss в Оберкохені та вдосконалили до моделі III. 11 грудня 1961 року відбулося відкриття планетарію в новій будівлі. У 1973 році, з нагоди 500-річчя від дня народження Миколая Коперника, планетарій перейменували на Нюрнберзький планетарій Миколая Коперника. У 1977 році проєктор моделі III замінили на модель V, яка працює дотепер. У 2000 році оновили будівлю. У 2010 році планетарій оснастили цифровою проєкційною системою Definiti 4K System виробництва Sky-Skan.

## Діяльність планетарію

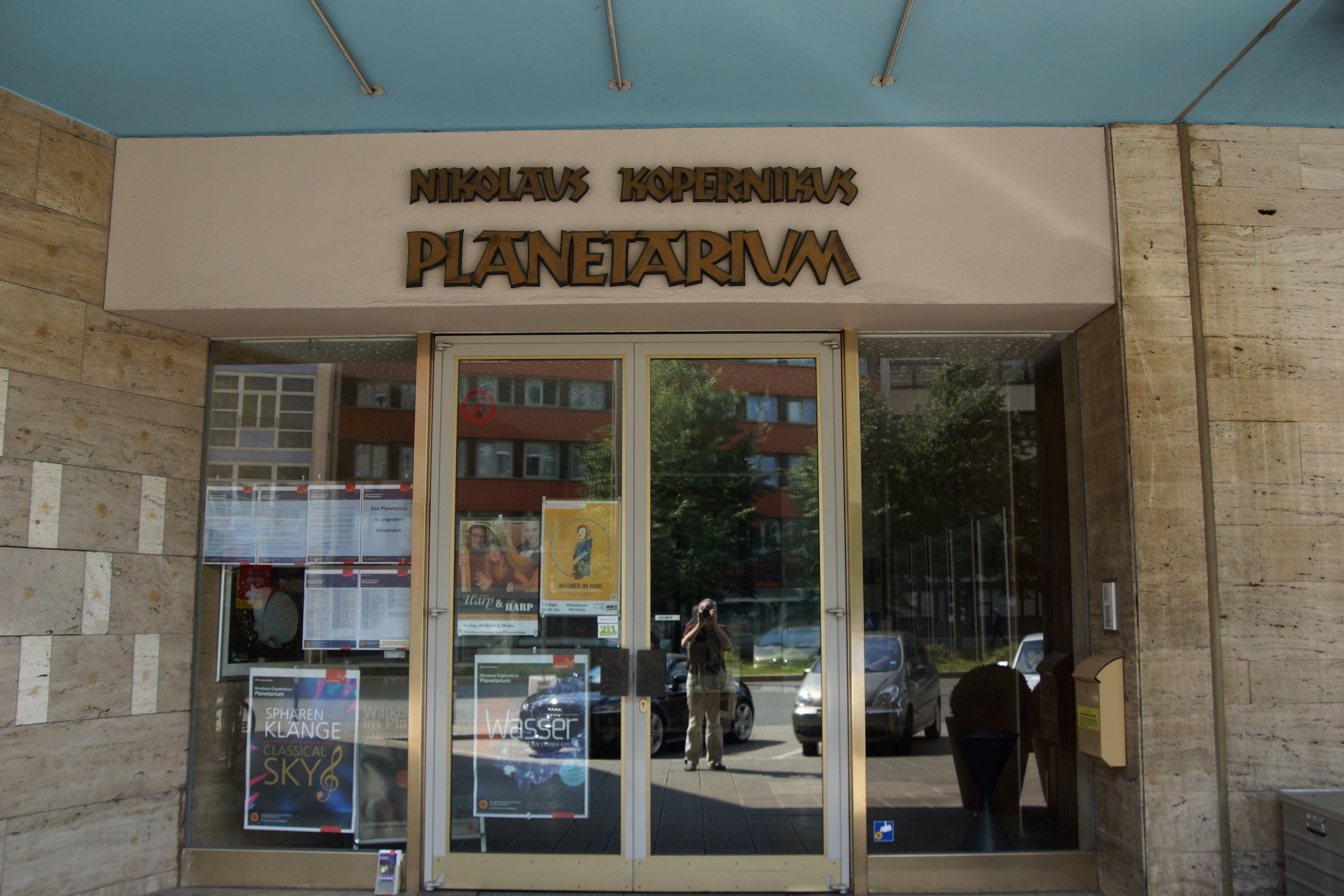
Вхід до планетарію

Відтоді програма шоу постійно розширювалась, включаючи все більше неастрономічних тем. Кожної першої середи місяця програма «Сучасне зоряне небо» (нім. Der aktuelle Sternenhimmel) представляє й детально пояснює поточне зоряне небо над Нюрнбергом. Окрім регулярних заходів, планетарій пропонує комплексну програму для шкіл, наукові лекції та культурні заходи. У 2017 році в планетарії побувало 78 тис. відвідувачів.